# Jotolá Belisario Domínguez
Jotolá Belisario Domínguez är en ort i Mexiko.   Den ligger i kommunen Chilón och delstaten Chiapas, i den sydöstra delen av landet, 800 km öster om huvudstaden Mexico City. Jotolá Belisario Domínguez ligger 912 meter över havet och antalet invånare är 133.
Terrängen runt Jotolá Belisario Domínguez är kuperad åt sydost, men åt nordväst är den bergig. Runt Jotolá Belisario Domínguez är det ganska tätbefolkat, med 54 invånare per kvadratkilometer. Närmaste större samhälle är Yajalón, 18,8 km väster om Jotolá Belisario Domínguez. I omgivningarna runt Jotolá Belisario Domínguez växer i huvudsak städsegrön lövskog.